# Emiel Faingnaert
Emiel Faingnaert (Sint-Martens-Lierde, 10 maart 1919 – Gent, 10 mei 1980) was een Belgisch wielrenner.

## Loopbaan
Na zijn schooltijd wordt hij kasseier, maar in 1937 geeft hij deze zware stiel op en wordt 'coureur'. In zijn eerste koersjaar als beginneling wint hij 15 keer. Hij wordt in 1938 junior en behaalt 11 eerste prijzen. 
Na zijn legerdienst, midden 1940, beslist hij om beroepsrenner te worden. Zijn grootste succes kende hij in 1947 toen hij de Ronde van Vlaanderen won. Na zijn carrière baatte hij jarenlang een fietsenzaak uit in zijn geboortedorp Sint-Martens-Lierde. 
In totaal won Faingnaert 27 wedstrijden bij de beroepsrenners. Een loopbaan die startte in 1940 en eindigde in 1950.

## Nagedachtenis

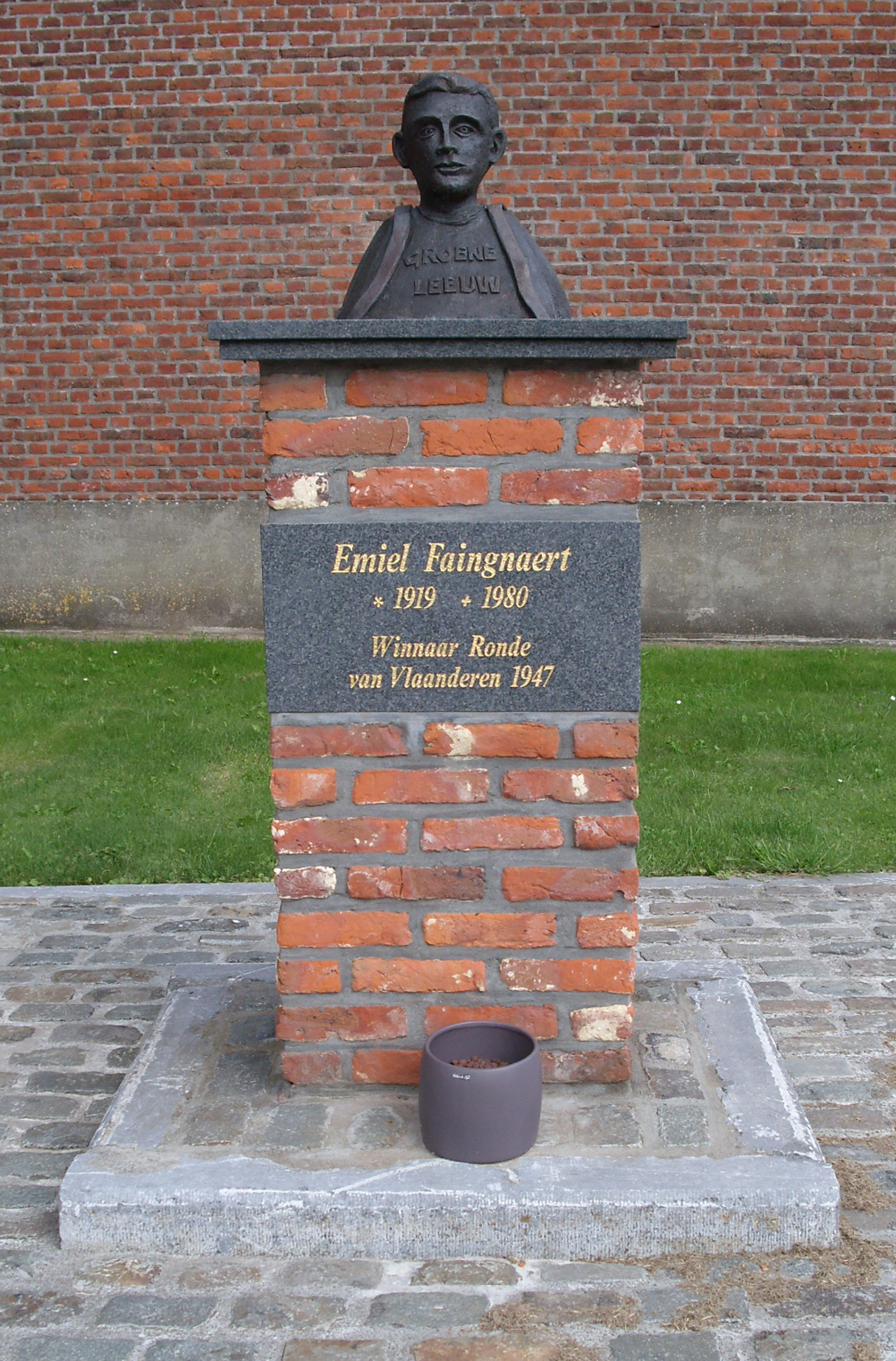
Borstbeeld van de renner

Elk jaar kiest de organisator van de Ronde van Vlaanderen het Dorp van de Ronde. In 2007 was Lierde in de running met Gavere, dat het uiteindelijk haalde.  Vlak voor de doortocht van de Ronde door Lierde werd op pasen 8 april 2007 een standbeeld ter ere van Faingnaert onthuld aan de Kwaadstraat in zijn geboortedorp.
Het beeld is van de hand van de kunstenaar Paul De Bruyne, die enkele weken na het gieten van het borstbeeld is overleden.

## Resultaten in voornaamste wedstrijden
| Jaar | Gent-Wevelgem | Ronde van Vlaanderen | Parijs-Roubaix | Omloop Het Volk | Waalse Pijl |
| ---- | ------------- | -------------------- | -------------- | --------------- | ----------- |
| 1941 |               |                      |                |                 | 11e         |
| 1942 |               | 17e                  |                |                 | 16e         |
| 1943 |               |                      |                |                 | 18e         |
| 1944 |               |                      | 6e             |                 |             |
| 1945 |               | 10e                  |                |                 |             |
| 1946 |               |                      |                | 7e              | 7e          |
| 1947 | 28e           | ↑                    |                | Zilver          |             |
| 1948 |               | 14e                  | 51e            |                 |             |
| 1949 | 28e           | 22e                  | 12e            |                 |             |